# Lars Olsen (journalist)
 For alternative betydninger, se Lars Olsen. (Se også artikler, som begynder med Lars Olsen)
Lars Olsen (født 4. januar 1955 på Nørrebro) er en dansk forfatter og samfundsdebattør. Han har blandt andet skrevet bogen Det delte Danmark, hvor han ud fra en centrum-venstre-vinkel beskuer det danske indvandrerspørgsmål med såvel oplæg til debat som konkrete løsningsforslag. Derudover har han været medforfatter til bogen Forsvar for fællesskabet. I 2010 udgav han Eliternes Triumf, hvis synspunkt var, at der er en stigende afstand mellem den samfundsmæssige elite og resten af befolkningen. I 2012 var han medforfatter til bogen Det danske klassesamfund - Et socialt Danmarksportræt, som bl.a. ved hjælp af data fra Danmarks Statistik opstiller en ny inddeling af den danske befolkning i forskellige samfundsklasser.
I 2021 udgav han som hovedforfatter bogen Rige børn leger bedst - et portræt af det danske klassesamfund,
som Kaare Dybvad i en anmeldelse gav 5 ud af 6 stjerner.